# Seznam srednjih šol v Celju
Seznam srednjih šol v Celju je seznam javnih srednjih šol (strokovne šole in gimnazije) v Celju. 
| #   | Naziv šole                                               | Naziv šole                                               | Naslov                             | Leto ustanovitve | Sklic |
| --- | -------------------------------------------------------- | -------------------------------------------------------- | ---------------------------------- | ---------------- | ----- |
| 1.  | Šolski center Celje                                      | Gimnazija Lava                                           | Pot na Lavo 22                     |                  |       |
| 2.  | Šolski center Celje                                      | Srednja šola za gradbeništvo in varovanje okolja         | Pot na Lavo 22                     |                  |       |
| 3.  | Šolski center Celje                                      | Srednja šola za kemijo, elektrotehniko in računalništvo  | Pot na Lavo 22                     |                  |       |
| 4.  | Šolski center Celje                                      | Srednja šola storitvene dejavnosti in logistiko          | Ljubljanska cesta 17               |                  | [ 1 ] |
| 5.  | Šolski center Celje                                      | Srednja šola za strojništvo, mehatroniko in medije       | Pot na Lavo 22 Kosovelova ulica 12 | 1959             | [ 2 ] |
| 6.  | I. gimnazija v Celju                                     | I. gimnazija v Celju                                     | Kajuhova 2                         | 1808             | [ 3 ] |
| 7.  | Gimnazija Celje-Center                                   | Gimnazija Celje-Center                                   | Kosovelova ulica 1                 | 1903             | [ 4 ] |
| 8.  | Srednja ekonomska šola Celje                             | Srednja ekonomska šola Celje                             | Kosovelova ulica 4                 |                  |       |
| 9.  | SIC Alme M. Karlin                                       | SIC Alme M. Karlin                                       | Kosovelova ulica 2                 | 1960             |       |
| 10. | Srednja zdravstvena šola Celje                           | Srednja zdravstvena šola Celje                           | Ipavčeva ulica 10                  |                  |       |
| 11. | Srednja šola za hortikulturo in vizualne umetnosti Celje | Srednja šola za hortikulturo in vizualne umetnosti Celje | Ljubljanska cesta 97               |                  |       |